# Cerro Santa Inés

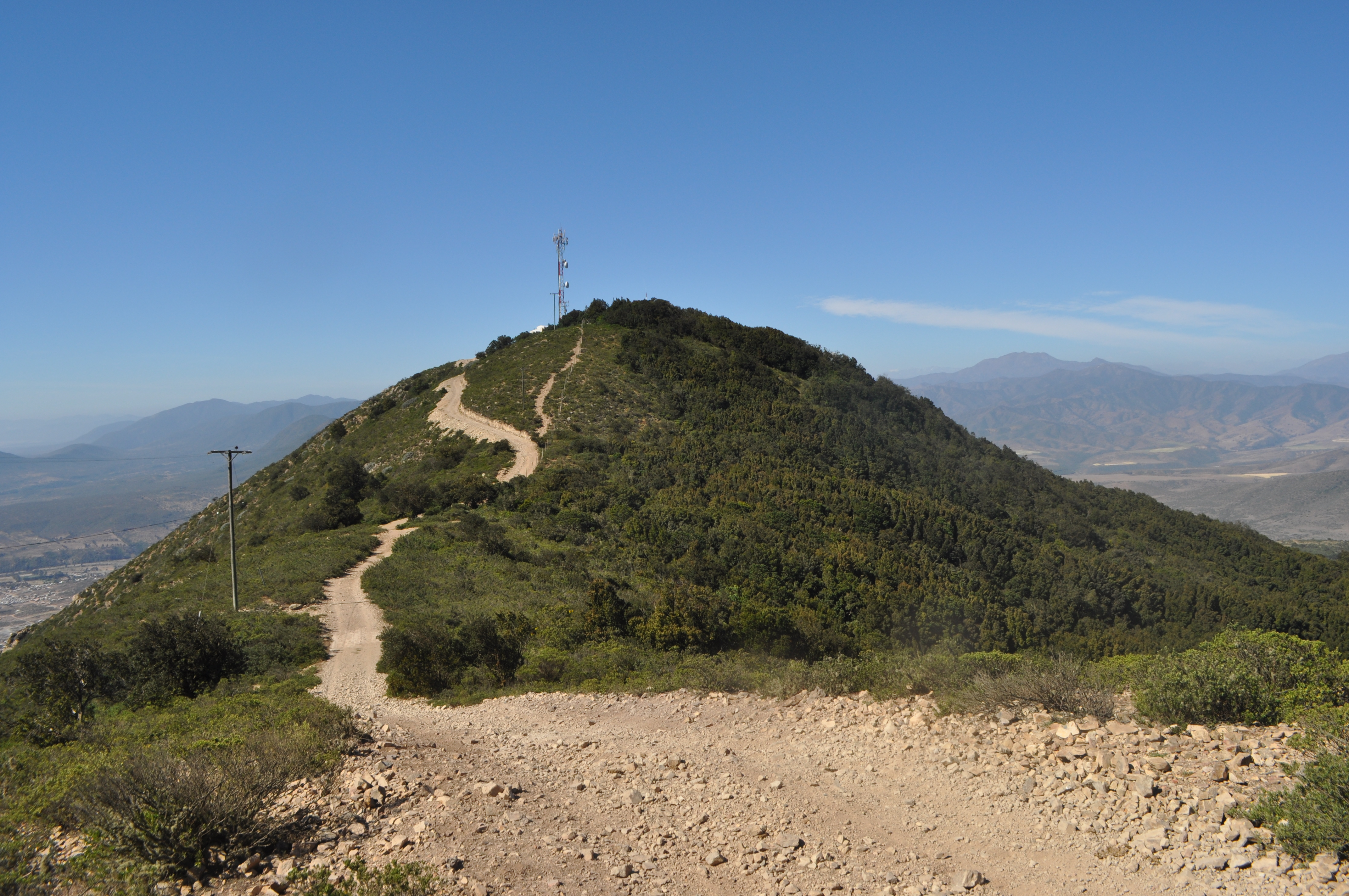
Una de las dos cumbres del Cerro Santa Inés vista desde la cima de mayor altura. El bosque se extiende hacia el suroeste (a la derecha del camino en la imagen)

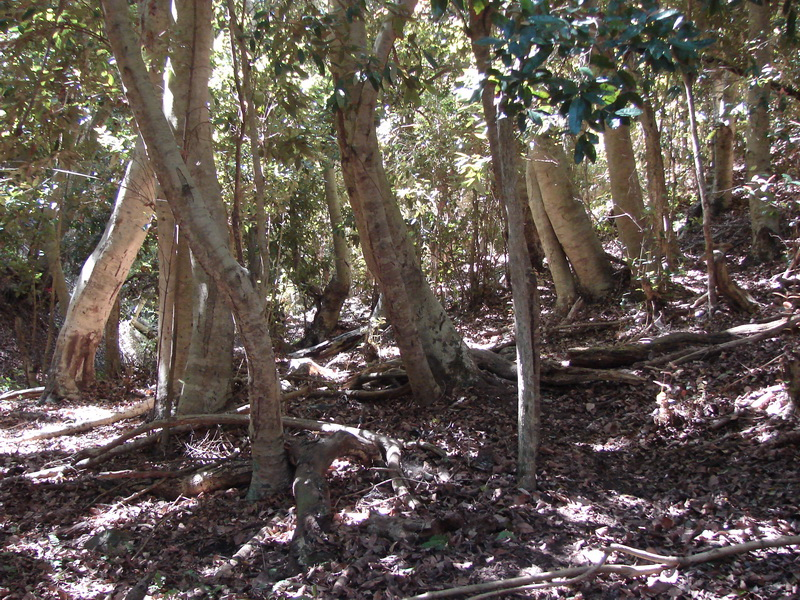
El bosque relicto cerca de la cima

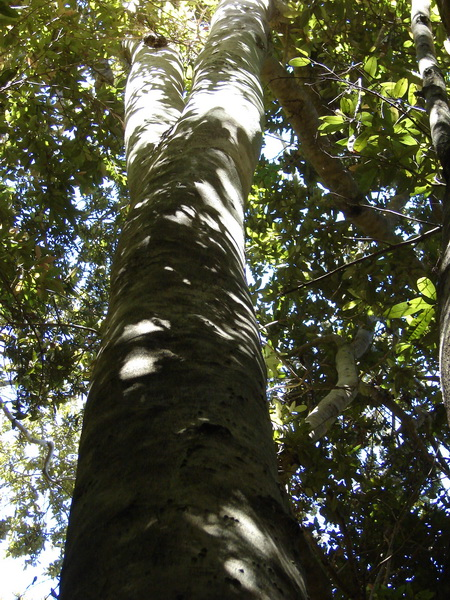
Olivillo del Cerro Santa Inés

El Santuario de la Naturaleza Cerro Santa Inés es un área privada protegida de Chile, que se ubica en la comuna de Los Vilos y La Ligua en las regiones de Coquimbo y Valparaíso, frente a la costa de Pichidangui. El cerro posee una elevación de 689 m s. n. m. y forma parte de la Cordillera de la Costa chilena

## Descripción
Su importancia radica principalmente en la presencia de un bosque relicto de olivillo (Aextoxicon punctatum) que se extiende por las quebradas y laderas de orientación sur, cerca de la cumbre. Aunque la cima se encuentra claramente en la Región de Coquimbo, el límite regional pasa justo detrás de la cumbre del Santa Inés, de modo que una porción significativa de sus laderas sur, donde está ubicado el parque natural, pertenecen administrativamente a la Región de Valparaíso. Las características y el endemismo de las comunidades vegetales presentes en este bosque relicto, así como la forma en que ellas obtienen una ganancia natural de recursos hídricos desde la neblina costera, son similares a las del conocido fenómeno del bosque de niebla del Parque Nacional Fray Jorge, con el que se le suele comparar.

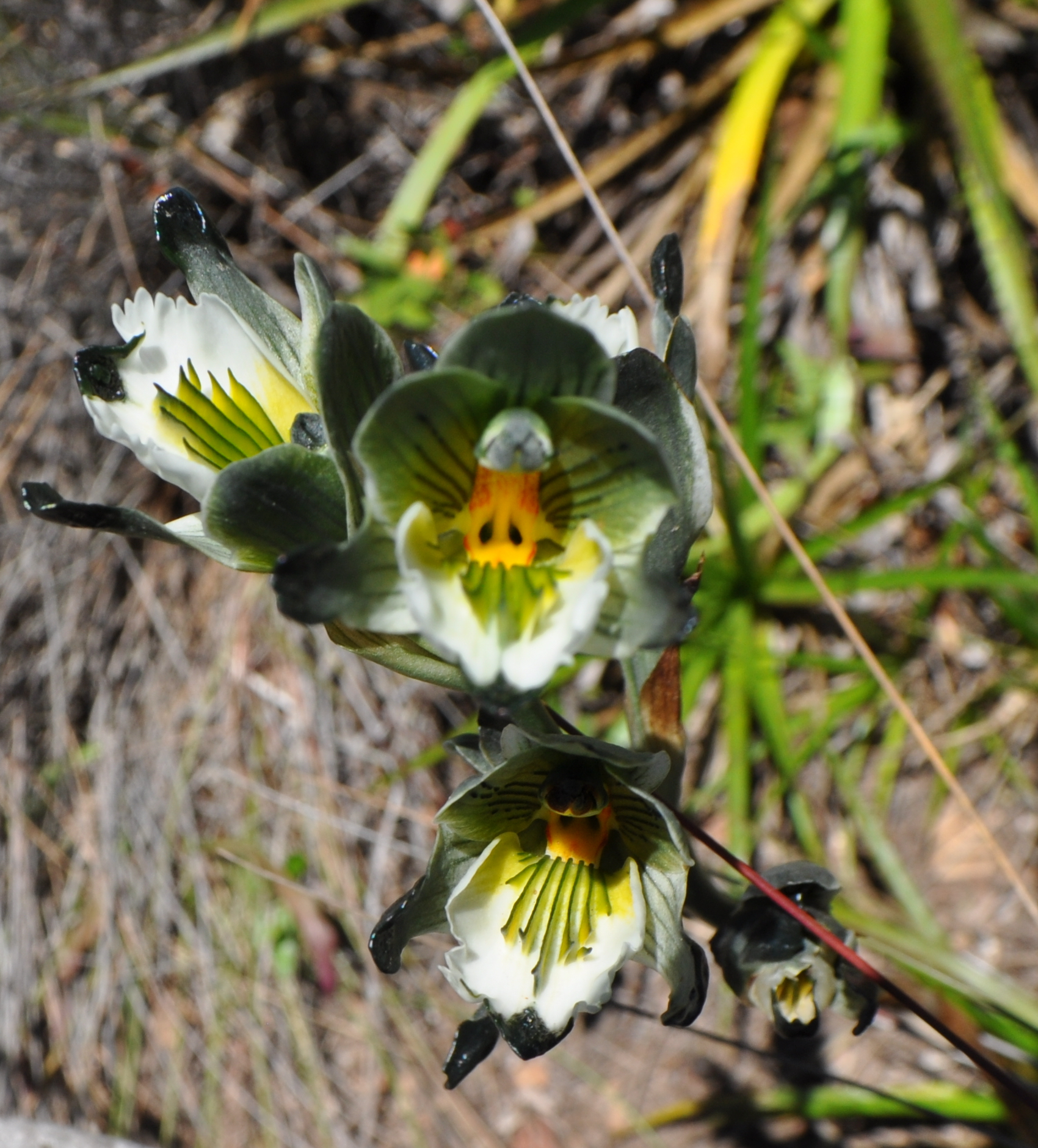
En el nivel herbáceo, una variedad de orquídea chilena (Chloraea bletioides).

### Geología
La zona que abarca el santuario de la naturaleza evidencia una homogeneidad generalizada en su formación. Las formaciones triásicas predominan en la mayoría del sector cercano al santuario caracterizadas por presencia de rocas sedimentarias marinas y continentales, y rocas volcánicas silíceas. Hacia el límite este, es posible encontrar formaciones de rocas intrusivas jurásicas, cretácicas y terciarias; en el extremo sureste se observó formaciones del jurásico y cretácico inferior.
Las principales formaciones triásicas son:
- Formación Pichidangui, del Triásico Medio a Superior (ca. 240-210 millones de años). Sobreyacen a la formación El Quereo del Triásico Medio, es decir, las rocas de la formación Pichidangui que se emplazaron en lo que aún era Pangea y formaron parte posteriormente del continente de Gondwana. La situación paleogeográfica es de borde continental. Las rocas son, en general, sedimentos y lavas depositados en un ambiente subacuático marino. Geoquímicamente, las lavas son más bien básicas (fondo marino) en la parte inferior y van variando hacia lavas ácidas más arriba.[4][5]
- Formación Los Molles, del Triásico Superior - Jurásico Inferior (ca.210-190 millones de años). Corresponde a un grupo de sedimentos que se configura alrededor de la formación de Pichidangui, siguiendo un rumbo norte-sur entre quebrada Ballena y el río Quilimarí. Está conformados por una alternancia de lutitas, areniscas y conglomerados de distinto tipo.

### Clima
El clima tiene la inusual característica de presentar una gran nubosidad nocturna y matutina originada por el hundimiento vertical de masas de aire subtropical y el mar frío, lo que según los sistemas de clasificación climática del sur de la IV región y al norte de la V región aplicado a la zona costera, el clima se describe como un Clima de Estepa con Nubosidad Abundante (BSn).
También se ha descrito el clima de la zona como, Clima Mediterráneo con influencia oceánica, caracterizada por 8 o 9 meses áridos y 3 a 4 meses semiáridos, esta ausencia de periodos fríos y una gran variación anual de precipitaciones, que se hipotetiza puede deberse a la ocurrencia de los eventos climáticos de El Niño y la Niña.

### Hidrografía
El área del Santuario posee dos redes hidrográficas principales, por el norte se encuentra el río Quilimarí y por el sur, el estero Los Coiles y, un poco más al sur, el estero Los Molles.
- Río Quilimarí. Es el mayor río de la zona al«»edaña, posee una marcada variación estacional como también una interanual, que es consecuencia de la variabilidad de precipitaciones del lugar. Tiene su origen cerca de Tilama y desemboca al norte de Pichidanguí, en este último, recibe aportes de varias quebradas insertas en el predio Santa Inés.
- Estero Los Coiles también llamado «Quebrada Coiles» o «Quebrada  Los Coiles» que tiene sus nacientes principales en el mismo bosque relicto y en su desembocadura da origen al humedal Estuario Los Molles, recientemente protegido  como «humedal urbano» por el Ministerio del Medio Ambiente de Chile.[8]
- Estero Los Molles. Nace cerca de Huaquén y mientras sigue su curso, recibe aportes de numerosas quebradas provenientes del cerro El Fraile y cordones montañosos de la zona, como el Alcaparra y El Tebo hasta que finalmente desemboca al mar, al sur de la localidad de Los Molles.[9]

### Flora del bosque relicto
Aparte del olivillo que domina un paisaje florístico similar al bosque valdiviano, se han descrito aquí cerca de doscientas especies con una alta proporción de endemismo, en muchos casos fuertemente vulnerables y varias en grave peligro de extinción. Aunque muchas de las especies presentes se repiten en el parque nacional Fray Jorge, el bosque del Santa Inés representa el límite boreal de la distribución de algunas otras, como el lúcumo chileno (Pouteria splendens), el avellanillo (Lomatia dentata)  y  Passiflora pinnatistipula, que en Chile se denomina «pasionaria» o «flor de la pasión». Estas dos últimas, junto a Escallonia revoluta se encuentran de manera casi exclusiva en el bosque de Santa Inés. Por otra parte, cuatro de las especies presentes en Fray Jorge — Drimys winteri, Mitraria coccinea, Sarmienta repens y Griselinia scandens — no se hallan en los registros de comunidades vegetales del Cerro Santa Inés.
La población de Pouteria splendens fue lamentablemente dañada por un incendio y en la regeneración natural posterior se impuso en su lugar el litre (Lithraea caustica), de modo que los grandes ejemplares de lúcumo chileno son hoy bastante más escasos en el bosque (P. splendens solo queda en el borde costero entre Los Molles y Pichidangui, pero de menor altura y también bajo amenaza por el crecimiento del sector inmobiliario y por los depósitos ilegales de basura en la zona sur de Pichidangui.
El último incendio forestal en el bosque se produjo en 1999 y a pesar de que la presencia súbita de claros de un área mayor favorece la proliferación de especies más adaptadas a las condiciones áridas, en desmedro de las especies relictas, se ha observado también el fenómeno de ejemplares jóvenes de olivillo creciendo bajo el amparo de Lithraea caustica, por lo que se postula para esta última un papel de nodriza en la dinámica de regeneración del bosque.
En la zona comprendida entre el Río Quilimarí hasta el límite regional se han registrado 199 especies nativas, un 62% de ellas endémicas. Seis de estas especies están catalogadas como «en peligro de extinción»:
- Citronella mucronata
- Leucocoryne conferta
- Lomatia dentata
- Passiflora pinnatistipula
- Pouteria splendens
- Sophora macrocarpa

El mismo estudio clasificó otras 33 especies de la zona del Santa Inés como «vulnerables», entre otras el propio olivillo,  Alstroemeria pelegrina,  Cryptocarya alba,  Eriosyce chilensis,  Kageneckia oblonga, Marsilea mollis, Myrceugenia correifolia, Myrceugenia rufa, Peperomia fernandeziana, Peumus boldus, Pteromonnina pterocarpa, Rhaphithamnus spinosus y Senna stipulacea.
Entre las especies relictas, destaca la cobertura exitosa del olivillo en el bosque de Santa Inés (así como en otros bosques relictuales) resistiendo el sistemático reemplazo por vegetación esclerófila. En cambio el petrillo (Myrceugenia correifolia)  — un arbusto o árbol pequeño que alcanza hasta unos 4 metros y de requerimientos más xéricos que el olivillo — con amplia cobertura en Santa Inés y en los relictos más boreales (Fray Jorge y Talinay) es posible que haya sido desplazado desde los bosques de Chile central, perdiendo en la competencia con las especies esclerófilas.

### Fauna del bosque relicto
Aunque se trata de un enclave relativamente reducido de profusa vegetación arbórea en una zona árida, la situación del Santa Inés ha favorecido la presencia de fauna que normalmente encuentra su hábitat en el sur del país, especialmente gran variedad de aves: Patagioenas araucana (torcaza), Aphrastura spinicauda (rayadito), Sylviorthorhynchus desmursii (colilarga), Pygarrhichas albogularis (comesebo), Accipiter bicolor chilensis (peuquito) y pájaro carpintero.  Además de las aves, en el área del bosque hay zorro chilla (Lycalopex griseus), diversos roedores y conejos, sapito de cuatro ojos (Pleurodema thaul), lagartija parda y lagarto de zapallar, entre otros. Frecuentemente se trata del registro más boreal de una especie, como en el caso del colilarga (Sylviorthorhynchus desmursii) que ha sido observado allí en las quebradas pobladas por quilas (Chusquea quila) (Reid et al. 2002).
Durante 2022, y gracias a la instalación de cámaras trampa que un equipo de investigadores instaló en este sitio prioritario de conservación ecológica, ha sido posible obtener 1222 imágenes de pumas y el avistamiento de una hembra de Puma concolor con sus crías (publicado en junio de 2023). Según indican los especialistas, estos carnívoros se desplazan recorriendo grandes distancias, en dependencia de la disponibilidad de alimento y agua, por lo que su avistamiento no significa que necesariamente se encuantren habitualmente allí.

## Administración

### Historia
- En el año 2014, la Minera Los Pelambres adquirió un predio de 716 hectáreas, que incluye las 53 hectáreas en las que se extiende el bosque relicto y abarca otros sectores de la zona, comprometiéndose a proteger el bosque relicto de olivillo del Cerro Santa Inés convirtiéndolo en un parque o «santuario de la naturaleza» (pero manteniendo su carácter privado) como parte de su programa de compensación por daños al medio ambiente, programa que constituye una exigencia de las autoridades chilenas a los proyectos mineros de gran envergadura.[17][18]

- En el año 2018 se informó que el Consejo de Monumentos Nacionales acordó emitir un informe técnico favorable para la declaratoria como Monumento Nacional en la categoría de Santuario de la Naturaleza (SN) del lugar denominado "Cerro Santa Inés".
- En el año 2020 se declara Santuario de la Naturaleza al Cerro Santa Inés con el objetivo de conservar tanto, a nivel de ecosistemas, los bosques, con el propósito de mantener y asegurar los recursos hídricos disponibles y el hábitat de especies de flora y fauna. Como también a nivel de comunidad de especies:[19]

1. El Bosque hidrófilo de Aextoxicon punctatum (olivillo)
2. El Bosque esclerófilo de Cryptocarya alba (peumo) y Pouteria splendens (lúcumo)
3. El Bosque esclerófilo de Cryptocarya alba

### Dependencia Administrativa
El Santuario de la naturaleza Cerro Santa Inés al tener 74% de la superficie en la V Región de Valparaíso y el restante en la IV Región de Coquimbo, se considera parte de la primera. Este Monumento Nacional se encuentra actualmente bajo la administración de la Minera Los Pelambres y quedó supervigilada y custodiada, según el Decreto Número 9 promulgado en junio de 2019 y publicado en julio de 2020 en el Diario Oficial, por el Ministerio del Medio Ambiente.

## Amenazas y medidas de protección

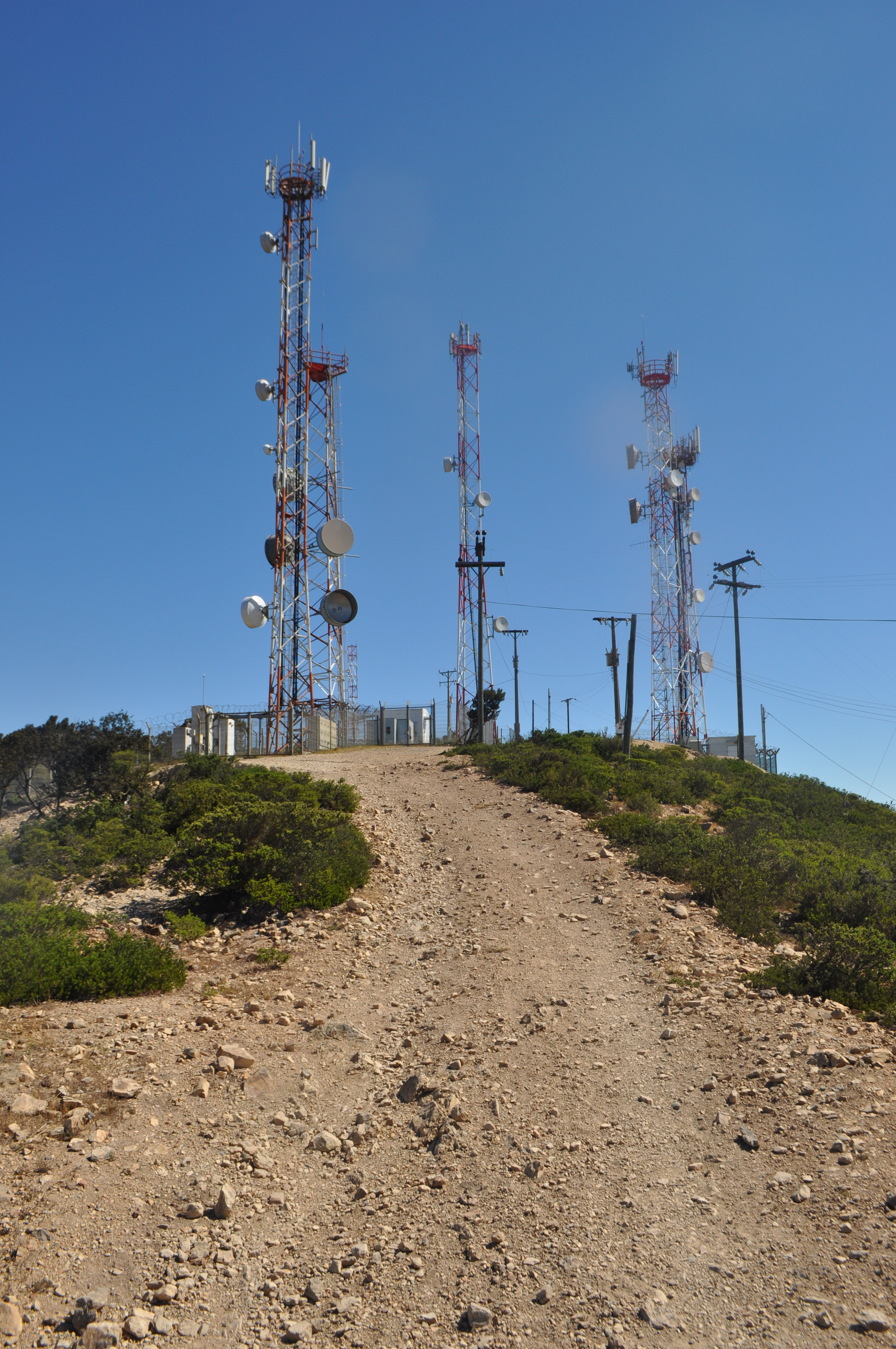
Torres de telecomunicaciones en la cumbre y vías de acceso: una de las fuentes de amenaza a la integridad del parque natural

En la cumbre se habían instalado antenas de telefonía móvil con sus correspondientes caminos de acceso para vehículos, lo que ha representado un peligro potencial de degradación de esta zona, luego que esta se considerara oficialmente un Monumento Nacional, se desconoce el estado de las torres de telecomunicaciones en la actualidad.
Luego de la adquisición en 2014, los gerentes de la empresa Los Pelambres han planteado que el desarrollo y planificación del parque tardará un tiempo, pero que lo harán coordinando sus proyectos con CONAF, en comunicación con la comunidad local y bajo asesoría de la comunidad científica, así como del ministerio de Medio Ambiente. 
La forma jurídica y el nombre que se utilizará para la conservación del parque están aún en discusión, siendo uno de los aspectos más problemáticos la garantía sobre la perpetuidad de la medida de protección, por tratarse una propiedad privada. La empresa Los Pelambres ha adquirido además los derechos de propiedad minera sobre el subsuelo. Aunque lo ha hecho declarando que no tiene planes futuros de explotación en la zona, sino que se trata de una medida precautoria, para impedir la actividad minera por parte de terceros.
Para 2015, la comunidad local exigió garantías estatales contundentes, debido a que una gran proporción del agua que se aporta a la cuenca al sur del Santa Inés proviene de este cerro y a que esta cuenca abastece a la localidad de Los Molles. Los vecinos de esta localidad incluyeron entre sus demandas la protección del bosque relicto por parte del Estado de Chile y propusieron la constitución de un parque nacional en la zona, en conjunto con el borde costero Los Molles-Pichidangui.